# Новосади (Вілейський район)
 Новосади (біл. вёска Навасады) — село в складі Вілейського району Мінської області, Білорусь. Село підпорядковане Нарочанській сільській раді, розташоване в північній частині області.